# Beny Steinmetz
Pour les articles homonymes, voir Steinmetz.
 (août 2022).
Beny Steinmetz né le 2 avril 1956 est un homme d'affaires milliardaire israélien, spécialisé dans les secteurs minier et énergie, tout en étant également actif aux industries de l’immobilier et de l’extraction de diamants. Beny Steinmetz est le président et cofondateur du trust philanthropique, la Fondation Agnès et Beny Steinmetz et il est activement impliqué dans le monde de l’art en Israël,.
Homme le plus riche d'Israël en 2013 avec une fortune estimée à 9 milliards de dollars, le magazine Forbes lui prête en mai 2016 une fortune de 1,21 milliard $, et le classe 15e fortune d'Israël et 497e fortune mondiale sur l'année 2015.

## Enfance et famille
Beny Steinmetz est né en 1956 à Netanya, en Israël. Il est le quatrième enfant de Rubin Steinmetz, lui-même pionnier du commerce des diamants. À l'âge de 21 ans, après avoir effectué ses trois années de service militaire, Steinmetz quitte Israël pour la Belgique et s'installe à Anvers, célèbre plaque tournante du secteur diamantaire. Il y entame une longue et fructueuse carrière d'homme d'affaires et d'entrepreneur.
Aujourd'hui, Steinmetz vit en Israël avec sa femme Agnès et leurs quatre enfants. Steinmetz possède également la nationalité française et se décrit comme un «Israélien du monde».
En 2025 il fuit la justice Suisse.

## Carrière professionnelle
S'appuyant sur l'héritage familial et travaillant aux côtés de son père, il contribue, à transformer l'entreprise familiale en l'une des sociétés de négoce de diamants les plus prospères au monde. Comme il l'admet lui-même, il a appris le métier pas à pas, une erreur après l’autre. En 1977, il prend ses distances avec Anvers et ses diamants et quitte la Belgique pour s'installer en Israël.
Très vite, il entreprend d’explorer les opportunités qui se présentent en Afrique. En 1988, il achète sa première, et plus importante, usine de diamants en Afrique du Sud. Les années suivantes, il étend ses activités à d'autres pays africains, comme l'Angola et le Botswana. Se lançant dans des projets tels que l'exploitation minière, l'immobilier et les marchés de capitaux, Beny Steinmetz entreprend lentement mais sûrement la création du Beny Steinmetz Group Resources (BSGR), groupe d'entreprises présent dans plus de 25 pays.
Ben Steinmetz y occupe un rôle consultatif, au sein du conseil d'administration. BSGR est une société d’exploitation de ressources naturelles opérant dans les domaines du pétrole et du gaz, de l'exploitation minière, des métaux et de l'électricité, dont le siège social est situé sur l'île de Guernesey.
Beny Steinmetz et George Soros ont interrompu leur collaboration en mauvais termes dans les années 1990, à la suite du fiasco d'affaires commerciales avec la Russie.
Koidu Holdings, qui fonctionnait auparavant comme une coentreprise, est détenue à 100 % par la société BSGR depuis 2007,. En 1997, Ben Steinmetz fonde la STI Ventures NV, société de capital-risque qui investit dans les jeunes entreprises en Israël. En 1999, il est le propriétaire de la société Tucows.
En 2007, Steinmetz « est contraint d'abandonner le projet de vente d'actions pour 580 millions de dollars à Londres pour Cunico Resources ».
Nikanor plc, société cotée à Londres aujourd’hui disparue et dont Beny Steinmetz était le fondateur et actionnaire, est rachetée en 2008 par Katanga Mining. Par l’intermédiaire de sa société Scorpio, il possède des biens immobiliers au Kazakhstan, en Russie et en Europe de l'Est,.
En mars 2014, le quotidien suisse Le Temps rapporte que Beny Steinmetz a vendu des parts du Steinmetz Diamond Group (SDG) à son frère Daniel .
En mars 2015, BSG Capital détient une part de 16 % dans la société Gabriel Resources. En mars 2015, BSG Capital, filiale du BSGR, détient une part de 16 % dans la société Gabriel Resources Ltd.
En juin 2016, certaines sources rapportent que le BSGR s'était séparé de la plupart de ses participations dans la Cunico Resources, au profit d'International Mineral Resources, avec qui elle détenait, dans le cadre d'une coentreprise, la propriété de FENI Industries.
Jusqu’en 2017, Steinmetz aurait été propriétaire de la société Cunico Resources opérant en Macédoine du Nord et au Kosovo, ainsi que de Gabriel Resources, société d'exploitation aurifère basée au Canada dont le projet d’ouvrir une mine en Roumanie s’est jusqu'à présent révélé infructueux.
En 2017, la société Cunico Resources, basée aux Pays-Bas, soumet une demande d’arbitrage au Centre international pour le règlement des différends relatifs aux investissements contre la Macédoine du Nord, au sujet de sa filiale FENI Industries, établie à Kavadarci. L'arbitrage, portant sur des « réclamations nées de l'ingérence présumée du gouvernement dans la vente prévue de FENI Industries par le demandeur, laquelle aurait conduit à l'ouverture d'une procédure de faillite contre FENI », est par la suite abandonné, et la société FENI vendue à EuroNickel Industries.
Au printemps 2018, le BSGR est placé en redressement judiciaire volontaire « face à des allégations de corruption ».
En juin 2019, deux mois après avoir perdu devant la Cour d'arbitrage international de Londres un arbitrage pour le montant de 2 milliards de dollars contre la société Vale, BSGR demandé aux États-Unis la protection de la loi sur les faillites. C’est à cette époque que BSGR engage des poursuites contre George Soros, alléguant une campagne de diffamation qui a coûté à l'entreprise ses droits sur Simandou et au moins 10 milliards de dollars.
En novembre 2019, Forbes estime sa valeur nette à 1,1 milliard de dollars.
Le 22 janvier 2021, Steinmetz est reconnu coupable à Genève d'avoir versé ou fait verser des pots-de-vin à la quatrième épouse de Lansana Conté, après un procès se déroulant sur deux jours, plus tôt dans le mois. Il écope alors de cinq ans de prison et d’une amende de 50 millions de francs suisses,,. La condamnation pour corruption d'agents publics étrangers est confirmée en appel, le 28 mars 2023, mais il est acquitté du chef de faux dans les titres et la peine est ramenée à 3 ans de prison, dont 18 mois fermes,. Il a formé recours de ce jugement par-devant le Tribunal fédéral, le 16 mai 2023.
Le 14 février 2022, la compagnie minière brésilienne Vale SA abandonne une plainte pour 1,2 milliard de dollars contre des personnes et des entités liées à Beny Steinmetz.

## Controverses

### Les massacres du 28 septembre en Guinée
Il est depuis novembre 2022 recherché pour ses liens avec le massacres qui s'est passé le lundi 28 septembre 2009 à Conakry. Le Commandant Aboubacar Diakité dit Toumba l'a mentionné comme étant le pourvoyeur de fond et d'arme du groupement de Kaléa. Il n'a pas été entendu à ce jour par les autorités guinéenne. La Roumanie souhaite le traduire devant la CPI pour des faits de crimes contre l'humanité. 

### La Guinée et le gisement de Simandou
En 2013, Steinmetz est accusé par le journal français Le Canard Enchaîné, d'avoir engagé des mercenaires français, israéliens et sud-africains afin de renverser le gouvernement de Guinée. Steinmetz attaque le journal pour diffamation. Au mois de septembre 2018, le journal n'étant pas en mesure de prouver l'authenticité de ses sources citées (la CIA et son équivalent français), la cour d'appel décide que le journal a diffamé Steinmetz et sa société Le journal et le journaliste auteur de l'article sont condamnés à payer un total de 50 000 euros et à publier des corrections dans le Canard Enchaîné ainsi que dans trois autres journaux importants.
Beny Steinmetz est impliqué dans un différend de longue date avec le gouvernement de la République de Guinée concernant l’exploitation des blocs 1 et 2 du gisement de Simandou, l'un des plus importants gisements de minerai de fer au monde. En décembre 2008, un permis d'exploration de trois ans pour la prospection de minerai de fer à Simandou avait été attribué à BSGR Guinée, après que le gouvernement guinéen ait accepté d'exploiter la moitié nord de Simandou pour 160 millions de dollars. Steinmetz en avait ensuite vendu la part de 51 % à Vale pour 2,5 milliards de dollars.
Le département américain de la justice et le FBI enquêtent sur l'acquisition par BSGR des droits d'extraction de la moitié des gisements de minerai de fer de Simandou, fondé sur des motifs illégitimes,. BSGR nie ces allégations et dans une interview au New Yorker, Steinmetz déclare : « Ce sont nous les victimes. Nous avons toujours agi pour le bien de la Guinée, et aujourd’hui on nous crache à la figure ».
En septembre 2014, BSGR introduit devant le Centre international pour le règlement des différends relatifs aux investissements une procédure d'arbitrage international contre la République de Guinée, contestant la décision du gouvernement de révoquer ses droits d’exploitation minière. En février 2019, BSGR et le président guinéen Alpha Condé conviendront d'abandonner la procédure d'arbitrage en cours et toutes les allégations d'actes répréhensibles. Dans le cadre de cet accord, BSGR renonce à ses droits sur Simandou et conserve une participation dans le gisement de Zogota qui sera exploité par Mick Davis, directeur de Niron Metals,.
La société Rio Tinto intente à son tour une action en justice contre Steinmetz, BSGR et Vale, coupables selon elle d'avoir recouru à l’acte RICO pour voler les « précieux droits d’exploitation minière » détenus par Rio Tinto.
Steinmetz engage alors l'ancien directeur du FBI Louis Freeh, l'avocat de la défense Alan Dershowitz, et le cabinet d'avocats Skadden, Arps, Slate, Meagher & Flom, pour assurer sa défense.
En novembre 2015, la plainte de Rio Tinto engagée en vertu de la loi RICO contre BSGR est rejetée, le juge de district américain Richard Berman estimant qu’il y avait prescription à la date du dépôt de sa plainte contre BSGR en 2014 et que la société n'avait pas réussi à mettre en évidence un schéma d'activités illégales de la part des défendeurs.
À la mi-novembre 2016, Alan Davies, chef du département de Rio Tinto, responsable de Simandou, est suspendu à la suite d'une enquête sur la légalité du paiement effectué par Rio Tinto à François de Combert, ancien associé directeur chez Lazard et conseiller personnel du président de Guinée.
Le 1er décembre 2016, France 24 diffuse des enregistrements de 2012 qui, selon elle, sont des conversations entre François de Combret et des personnes anonymes impliquées dans les négociations sur l'avenir de Simandou.
En décembre 2016, Steinmetz est arrêté, soupçonné de blanchiment d'argent et de corruption à la suite d'une enquête menée par les autorités israéliennes, américaines, suisses et guinéennes en coordination avec l'OCDE.
En avril 2017, BSGR porte plainte devant le tribunal fédéral de New York contre le milliardaire américain George Soros, accusé d'avoir entrepris sans relâche de diffamer la société et de saboter ses activités à Simandou et dans le monde entier,,.
Il a été jugé en appel, en Suisse, le 16 mai 2023. Il risquait la confirmation d’une peine de cinq ans de prison ferme pour corruption d’agents publics en Guinée. La peine a été réduite à 3 ans de prison, dont 18 mois fermes, car le chef de faux dans les titres a été écarté. Il a formé recours de ce jugement auprès de la dernière instance Suisse.
Peu après sa condamnation en appel en Suisse, il entreprend une procédure judiciaire contre l'OCCRP, afin de tenter d'empêcher la publication d'une enquête sur ses activités en Sierra Leone et en Guinée,.

### En Roumanie
Le 10 mars 2016, Steinmetz est accusé par la Direction nationale anticorruption roumaine, d'avoir illicitement accaparé la succession de Paul-Philippe de Hohenzollern. Deux autres Israéliens étaient mis en cause dans ce procès « dans plusieurs affaires impliquant des dignitaires de haut rang en Roumanie ».
Il est condamné par contumace, le 17 décembre 2020, par un tribunal roumain à 5 ans de prison, pour constitution d'un réseau de criminalité organisée, qui aurait causé un préjudice de 145 millions de dollars à l'État roumain.
Un tribunal d'Athènes a rejeté, en mars 2022, une demande d'extradition présentée par les autorités roumaines contre Steinmetz, estimant que son droit à un procès équitable en Roumanie avait été violé et qu'il encourait un risque réel de subir un traitement inhumain et dégradant s'il était extradé,.
Il est interpellé à Chypre, en septembre 2023, sur la base d'un mandat d'arrêt Europol émis par la Roumanie,.

### En Italie
En novembre 2023, le nom de Steinmetz apparait dans une nouvelle affaire, en Italie cette fois-ci. En effet, son nom est lié au rachat suspect de la plus grande raffinerie de pétrole du pays par un fonds d'investissement chypriote, GOI Energy.

## Vie privée
Beny Steinmetz est marié à Agnès et père de 4 enfants : Merav (1982), Avner (1984), Michal (1986), et Nadav (1993). . Nicky Oppenheimer, ancien président de De Beers, fait partie de ses proches connaissances. Beny Steinmetz était résident à Genève et a quitté cette ville à la suite de la révision de son forfait fiscal en 2016. Il détient la double nationalité française et israélienne.
Il est par ailleurs discret médiatiquement.
Politiquement, il est proche de l'ancien Premier ministre israélien Ehud Olmert.

## Philanthropie

### La Fondation Agnès et Beny Steinmetz
En 2006, Steinmetz et sa femme Agnès crée la Fondation Agnès et Beny Steinmetz, que ce dernier dirige,. La Fondation s'occupe principalement du financement de projets dans les domaines de l'éducation, de la santé et de la culture en faveur des jeunes enfants,,. Elle opère également des dons à l'armée israélienne et soutient les arts en Israël.
Chaque année, la Fondation Agnès et Beny Steinmetz offre 125 bourses d'études d'une valeur de 8 000,00 ILS (environ 2 240,00 EUR) chacune aux étudiants du Collège académique de Netanyas,.
| Subventions accordées en 2006. | Subventions accordées en 2006. |
| ------------------------------ | ------------------------------ |
| 50.000                         | enfants                        |
| 3.000                          | parents                        |
| 2.000                          | Membres du corps professoral   |

La Fondation fait également des dons à plusieurs organisations et institutions, notamment au Musée de Tel Aviv, à l'Association pour le bien-être des soldats israéliens (qui soutient principalement les soldats du bataillon Tzabar de la brigade Givati), à l'Association israélienne contre le cancer et à divers hôpitaux.
Beny Steinmetz est l'un des principaux donateurs du Musée d'art de Tel Aviv. La Fondation Steinmetz a parrainé la construction d'une aile entière dans le tout nouveau bâtiment du musée : l'aile Agnès et Beny Steinmetz pour l'architecture et le design. Cette annexe comprend deux galeries, dont l'une est consacrée aux expositions de design du musée et l'autre à l'architecture.
Beny et Agnès Steinmetz sont tous deux titulaires d'un doctorat honorifique du Collège académique de Netanya ainsi que du Musée d'art de Tel-Aviv, en reconnaissance de leur soutien aux initiatives culturelles.
Fin 2016, la Fondation a organisé un événement festif pour célébrer une décennie de dons. Parmi les participants figuraient des représentants des nombreuses organisations que la Fondation a soutenues au fil des années, pour un montant cumulé de plusieurs dizaines de millions de shekels.

### Lema’anchem – Maflee La’asot
Il soutient des organisations qui peuvent contribuer de manière significative et améliorer les conditions de vie des enfants :
- programme d’intégration des enfants réfugiés déplacés au Meshi-Lema’anchem[77] ;
- Lema’anchem – Maflee La’asot | Consultation médicale et orientation[78] ;
- Meshi- Lema’anchem | École d’éducation et réadaptation.

Beny Steinmetz a été désigné comme l'un des huit plus importants philanthropes pour son œuvre caritative par le Daily Journalist, aux côtés, notamment, de Dolly Parton, Michael Jordan, Mark Zuckerberg.